# Janina Siwiec
Janina Siwiec d. Bachul (ur. 4 maja 1917, zm. 2000 w Krakowie) – polska Sprawiedliwa wśród Narodów Świata

## Życiorys
Janina Bachul urodziła się w 1917 r. i odtąd mieszkała we wsi Osielec lub Bystra koło Makowa Podhalańskiego, w powiecie krakowskim. Jej rodzicami byli Stanisław i Ludwika Bachul. Miała sześcioro rodzeństwa: Romana (ur. 1918), Władysława (ur. 1922), Jana (r. 1928),  Mieczysława (ur. 1929), Marię (ur. 1920) i Annę (ur. 1924). W prowadzonym przez Bachulów gospodarstwie mieszkała również Antonina Siwiec domo Kowalska, babcia Janiny. Podczas okupacji niemieckiej Janina Siwiec pomogła przetransportować Sarę Glaser, wówczas dwuipółletnie dziecko, z krakowskiego getta do swojej rodziny mieszkającej w Bystrej. Bachulowie udzielili bezpiecznego schronienia wywiezionej z krakowskiego getta dwuipółletniej Sarze, córce znajomej rodziny, Miriam Glaser. Dziecko pozostało pod opieką Stanisława, jego żony Ludwiki i dwóch młodszych sióstr Ludwiki, Anny i Marii. Oficjalnie Sara Glaser była przedstawiana jako nieślubne dziecko babci Janiny, Ludwiki. Dziecko stało się pełnoprawnym członkiem rodziny. Zostało nauczone katolickich modlitw i regularnie uczęszczało do kościoła, aby uniknąć represji. Sara pozostała pod opieką Bachul niemal do końca okupacji niemieckiej, kiedy to matka Miriam odebrała je po wyjściu z obozu koncentracyjnego w Oświęcimiu. Glaserowie mieszkały później przejściowo we Wrocławiu, następnie w obozie przejściowym dla osób przesiedlonych w Hofgeismar w Niemczech, po czym wyemigrowały do Izraela. W 1987 roku ukrywana podczas okupacji niemieckiej Sarah Lea Yareach domo Glaser odwiedziła dom swoich dawnych opiekunów.
12 września 1990 r. Janina Siwiec została uznana przez Jad Waszem za Sprawiedliwą wśród Narodów Świata. Razem z nią odznaczono jej rodziców Stanisława i Ludwikę Bucholów i rodzeństwo Annę Radoń z domu Bachul, Marię Rzeszutko z domu Bachul oraz Romana i Władysława Bachulów. Janina Siwiec zmarła w 2000 r. w Krakowie.